# Jan Kanapariusz

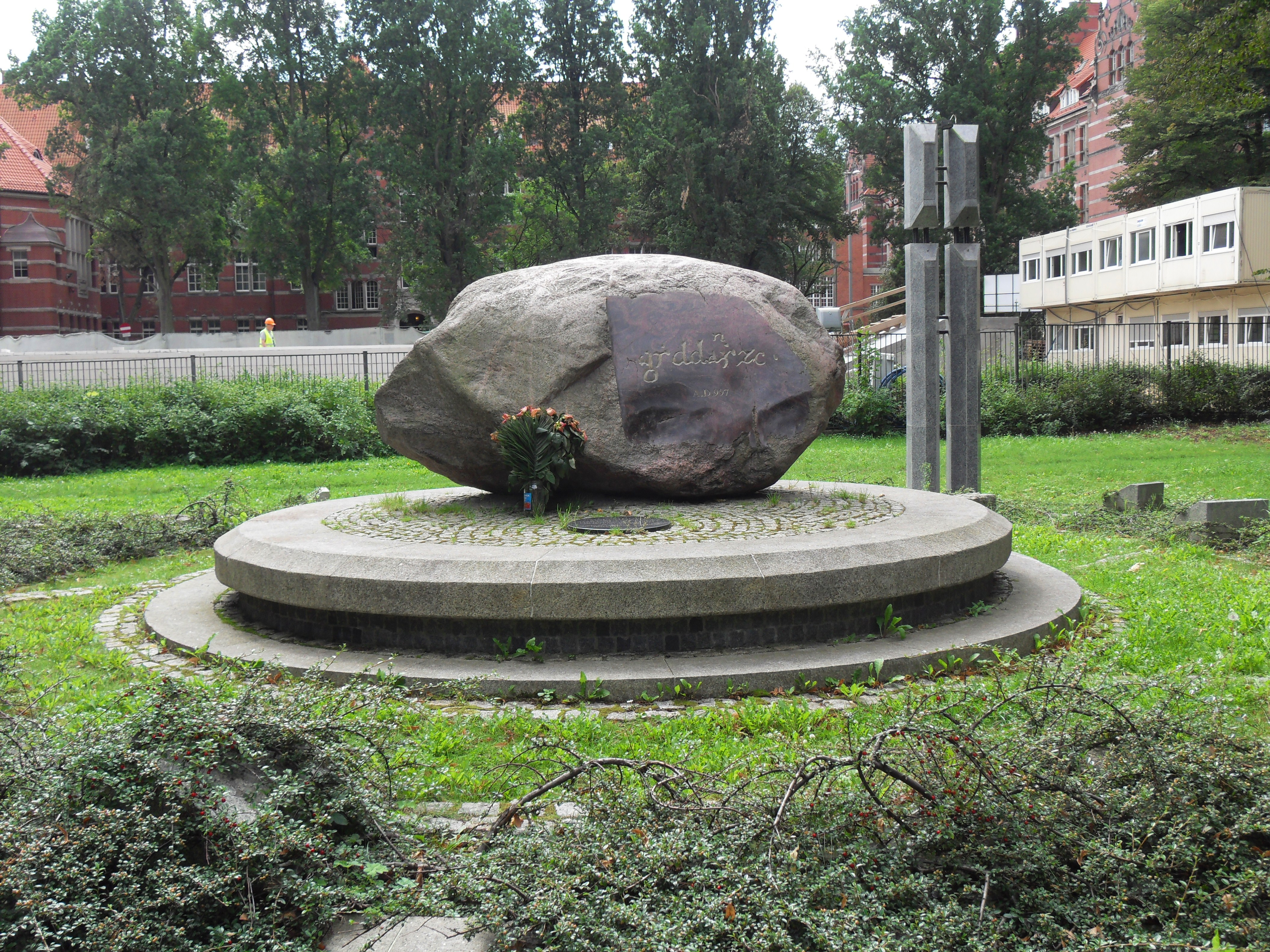
Pomnik-kamień w Gdańsku, symbolizujący początek historii Gdańska, ze znaną nazwą miasta Gyddanyzc

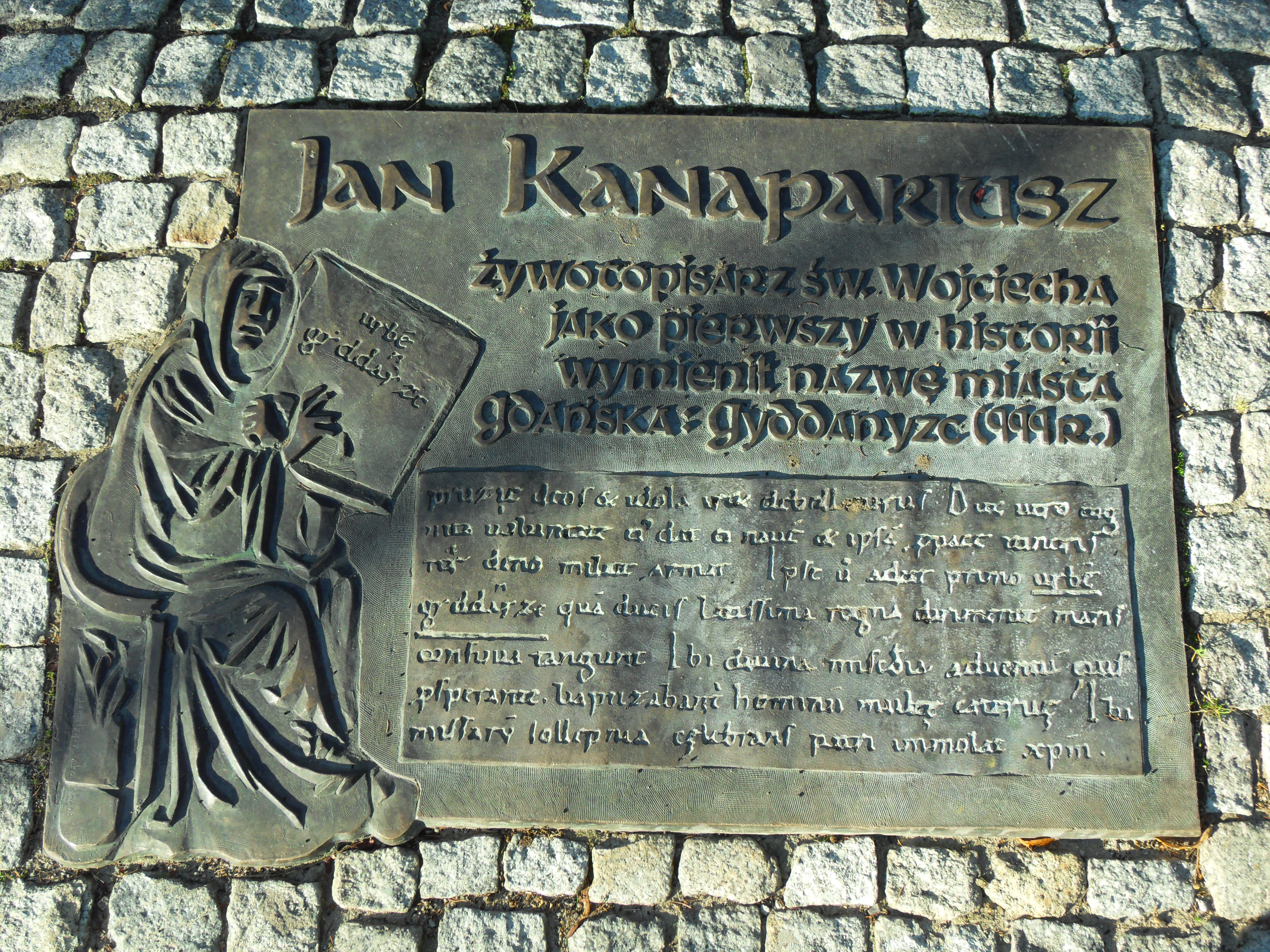
Tablica upamiętniająca Jana Kanapariusza, znajdująca się w Gdańsku Oliwie

Jan Kanapariusz (łac. Ioannes Canaparius) – mnich benedyktyński klasztoru Sti. Bonifacius et Alexius na Awentynie w Rzymie. Kanapariuszowi przypisuje się autorstwo dzieła Vita sancti Adalberti episcopi Pragensis (Żywot Świętego Wojciecha), napisanego prawdopodobnie w roku 1000.
Kanapariusz jest autorem pierwszej źródłowej wzmianki odnoszącej się do Gdańska, wymienionego jako urbs Gyddanyzc.